# Szyna wyrównawcza

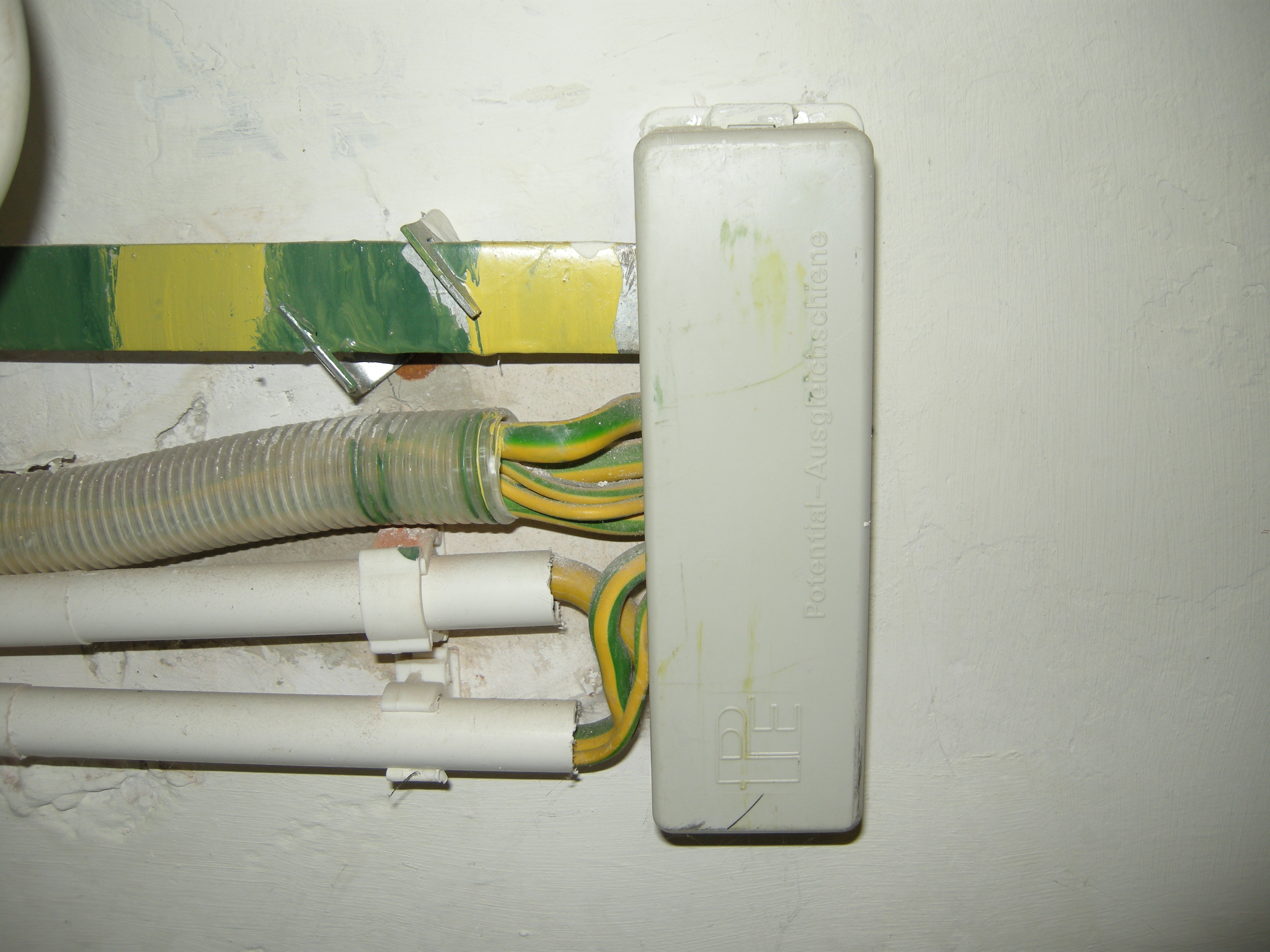
Przykład montażu głównej szyny uziemiającej.

Szyna wyrównawcza – szyna, przez którą realizowane jest połączenie wyrównawcze w ochronie przeciwporażeniowej. Wyróżnia się szyny główne i lokalne (miejscowe).
Główna szyna wyrównawcza (GSW, GSU, ang. MEB - Main Equipotential Bonding) nazywana też główną szyną uziemiającą, to szyna pozwalającą na połączenie wyrównawcze pomiędzy zewnętrznym urządzeniem piorunochronnym jak np. uziom a częściami przewodzącymi obcymi jak ekrany, rury, zbrojenie i elementy konstrukcyjne obiektu budowlanego. Z tego powodu zwykle  usytuowana jest na najniższej kondygnacji obiektu budowlanego, a same połączenia wykonywane są przewodami o małej impedancji.
Lokalna szyna wyrównawcza (MSW, LSW) - to szyna wyrównawcza umieszczona na granicy kolejnych stref ochrony odgromowej związanych z różnymi stopniami narażeń zainstalowanych tam urządzeń elektrycznych na działanie napięć, prądów udarowych i impulsowych pól elektromagnetycznych.